# Pennsylvania Classic
O Pennsylvania Classic foi um torneio masculino de golfe no PGA Tour, realizado entre os anos de 2000 e 2006 em três diferentes campos de golfe no estado da Pensilvânia. Em 2000, a primeira edição, sob o nome Pennsylvania Classic, aconteceu no Waynesborough Country Club, em Paoli, Pensilvânia. Em 2001, o torneio foi transferido para Laurel Valley Golf Club em Ligonier, mas em 2002 volta a ser disputado no Waynesborough Country Club. 84 Lumber patrocina o torneio entre 2004 e 2006 e passa a decorrer no Nemacolin Woodlands Resort, em Farmington, como 84 Lumber Classic. O norte-americano Ben Curtis vence a última edição do torneio com duas tacadas de vantagem sobre o compatriota Charles Howell III. O vencedor terminou com 274 tacadas (66-69-69-70), 14 abaixo do par do campo, e Charles marcou (67-69-68-72=276) tacadas, 12 abaixo do par.